# 中央科技委员会
中央科技委员会，是中共中央决策议事协调机构，负责科学技术工作。

## 沿革
1982年12月20日，《中共中央、国务院关于成立国务院科技领导小组的通知》（中发〔1982〕54号）发出，决定成立国务院科技领导小组。由国务院总理赵紫阳任组长，方毅、宋平任副组长，国家计委、国家经委、国家科委、国防科工委、中国科学院、教育部、劳动人事部等部委的负责同志参加。国务院科技领导小组负责统一组织和管理全国科技阶段，统一领导科学技术长期规划，研究重大技术政策的决策，决定重大技术的引进和消化，协调各部门的科技工作等工作。各省、自治区、直辖市也相继建立了科技领导小组。
1996年3月18日，国家科技领导小组成立暨第一次会议在中南海举行，国务院总理李鹏任组长，温家宝、宋健任副组长。国家科技领导小组的主要职责是“研究、制定国家科技政策，讨论决定重大科技任务与项目，协调全国各部门科技工作的关系等”。
1998年6月25日，《国务院关于成立国家科技教育领导小组的决定》（国发〔1998〕20号）发出，国务院决定成立国家科技教育领导小组。
2012年7月6日，全国科技创新大会在北京召开，中共中央总书记、国家主席、中央军委主席胡锦涛发表讲话。7月30日，国家科技体制改革和创新体系建设领导小组在北京召开第一次会议。9月23日，中共中央、国务院印发《关于深化科技体制改革加快国家创新体系建设的意见》。
2018年7月28日，《国务院办公厅关于成立国家科技领导小组的通知》（国办发〔2018〕73号）发出，国务院决定将国家科技教育领导小组调整为国家科技领导小组。
2023年3月16日，根据中共中央印发的《党和国家机构改革方案》，组建中央科技委员会。中央科技委员会办事机构职责由重组后的科学技术部整体承担。保留国家科技咨询委员会，服务党中央重大科技决策，对中央科技委员会负责并报告工作。国家科技伦理委员会作为中央科技委员会领导下的学术性、专业性专家委员会，不再作为国务院议事协调机构。不再保留中央国家实验室建设领导小组、国家科技领导小组、国家科技体制改革和创新体系建设领导小组、国家中长期科技发展规划工作领导小组及其办公室。
2024年6月25日，全国科技大会和两院院士大会第二次全体会议在北京举行。中共中央政治局常委、中央科技委员会主任丁薛祥出席会议并作总结讲话。

## 职责
2023年《党和国家机构改革方案》称，中央科技委员会“加强党中央对科技工作的集中统一领导，统筹推进国家创新体系建设和科技体制改革，研究审议国家科技发展重大战略、重大规划、重大政策，统筹解决科技领域战略性、方向性、全局性重大问题，研究确定国家战略科技任务和重大科研项目，统筹布局国家实验室等战略科技力量，统筹协调军民科技融合发展等，作为党中央决策议事协调机构。”

## 组成人员
主任
- 丁薛祥（2023- ）[11]

办公室主任
- 阴和俊（2024- ，兼科学技术部部长）[12]

办公室副主任
- 林新（2024- ，兼科学技术部副部长、秘书长）[12]

## 办事机构
2023年《党和国家机构改革方案》称，中央科技委员会的日常办事机构职责由中华人民共和国科学技术部整体承担。